# Landesversammlung (Lauenburg)
Die Landesversammlung war zwischen Frühjahr 1848 und 1853 das Parlament des Herzogtums Lauenburg mit Sitz in Ratzeburg.

## Vorgeschichte
Im Herzogtum Lauenburg bestanden seit alter Zeit Landstände. Der wichtigste Zeitpunkt ihrer Formalisierung war eine Übereinkunft zwischen Herzog Franz II. und den Adligen und Städten des Herzogtums im Jahr 1585. Diese Ewige Union der Ritter- und Landschaft vom 16. Dezember 1585 bildete den formellen Rahmen der Mitwirkung der Stände in der Ritter- und Landschaft. Der Landesrezess vom 15. September 1702 bestätigte die Rechte der Ritter- und Landschaft.
Auch im Zeitalter des Absolutismus blieb die Ritter- und Landschaft erhalten, auch wenn ihre Bedeutung schrumpfte. Ein Grund war die Abwesenheit der Herzöge, die eine direkte Herrschaft unmöglich machte. Auch nachdem das Herzogtum 1815 an Dänemark gefallen war, bestätigte der dänische König erneut die traditionellen Rechte der Ritter- und Landschaft.

## Märzrevolution
Die Märzrevolution 1848 erfasste auch das Herzogtum Lauenburg. Die Ritter- und Landschaft wurde zunächst um einige bürgerliche und bäuerliche Vertreter ergänzt, um der Forderung nach „einer zeitgemäßen Landesrepräsentation“ zu entsprechen. Durch eine provisorische Verfügung der Regierung vom 10. April 1848 waren hierzu die Ritter- und Landschaft durch sechs städtische und zwölf ländliche, aus Wahlen der Bürger und ländlichen Grundbesitzer hervorgegangene Deputierte verstärkt worden, um für eine Übergangszeit über eine Volksvertretung zu verfügen. Das neue Gremium nannte sich nun Landesversammlung.
Mit dem Staatsgrundgesetz vom 14. Mai 1848 und dem darauf aufbauenden Wahlgesetz vom 8. März 1849 wurde die rechtliche Basis für die Wahl einer echten Volksvertretung, der Landesversammlung geschaffen. Die Zustimmung des Königs hierzu stand auch im Zusammenhang mit der gleichzeitig stattfindenden Schleswig-Holsteinischen Erhebung und der Tatsache, dass auch in Kopenhagen nach der dortigen Märzrevolution sich eine Märzregierung gebildet hatte.

## Wahlrecht und Arbeitsweise des Parlamentes
Abschnitt IV. (Von der Landesversammlung) bzw. Art. 70 ff. der Verfassung regelte, dass die Landesversammlung aus 21 Abgeordneten bestehen sollte. Davon wurden 12 durch allgemeine Wahlen und 9 durch Wahlen der Grundeigentümer bestimmt. Von letzteren wurden 6 von den ländlichen und 3 von den städtischen Grundbesitzern gewählt. Es bestand kein direkter Zensus, aber ein Ausschluss von Besitzlosen („ohne eigenen Herd“) von der Wahl. Die Wahl fand öffentlich als mündliche Wahl statt.
Die Wahlperiode betrug drei Jahre. Die Landesversammlung tagte jährlich in einer Session ab dem 1. November. Der Herzog hatte das Recht, die Landesversammlung zu vertagen, zu schließen oder aufzulösen. Gegen den Willen der Versammlung war eine Auflösung einer ordentlichen Landesversammlung aber erst nach 14 Tagen möglich. Ein aus drei Personen bestehender ständiger Ausschuss gewährleistete während der Vertagung die ständige Arbeit.
Die Ergebnisse der Sitzungen wurden in dem Bericht über die Verhandlungen der Lauenburgischen Landesversammlung zu Ratzeburg publiziert.
Die Landesversammlung tagte im November 1849 in ihrer ersten und vom 1. November 1850 bis zur Vertagung am 14. November 1850 in ihrer zweiten Session.

## In der Reaktionsära
Durch eine Verordnung vom 16. Januar 1850 wurde die Statthalterschaft ihrer Funktionen enthoben und die Tätigkeit der Landesversammlung und des permanenten Ausschusses beendet. Durch Verfügung vom 6. März 1850 wurden das Staatsgrundgesetz und das Wahlgesetz aufgehoben.
Am 14. Juni 1850 berief die Königliche Regierung eine Kommission aus sechs „achtbaren“ lauenburgischen Männern (Graf Ludwig Ferdinand von Kielmannsegg auf Gülzow, Amtmann Joachim Bernhard Susemihl, Gutsbesitzer Ottokar von Witzendorff auf Groß Zecher, Justizrat Friedrich Eduard Walter, dem Möllner Senator Wilhelm Dahm und Gutsbesitzer Ernst Philipp Berckemeyer), die einen Entwurf für eine neue Verfassung (und Zusammensetzung des Parlamentes) vorlegen sollten.
Mit Verfügung vom 7. Februar 1852 wurde die Ritter- und Landschaft, die vor 1848 bestanden hatte, einberufen, um die erarbeiteten Entwürfe zu beraten. Das landesherrliche Patent vom 20. Dezember 1853 betreffend die innere Verfassung des Herzogtums Lauenburg schrieb den Sieg der Reaktion fest.
Die neue Ritter- und Landschaft sollte aus 5 Vertreten der Ritterschaft bestehen. Wahlberechtigt hierzu waren die Besitzer aller landtagsfähigen Güter. 5 Abgeordnete wurden durch die drei Städte, 5 Abgeordnete waren von sämtlichen Gutsbesitzern zu wählende kleine Gutsbesitzer. Diese wurden in vier Wahlbezirken gewählt: Wahldistrikt Ratzeburg, Schwarzenbek, Steinhorst und Lauenburg (2 Abgeordnete).
Der ständige Ausschuss hieß nun Landratskollegium und bestand aus dem Erblandmarschall und zwei von den Besitzern der landtagsfähigen Güter aus der Reihe der Abgeordneten der Ritterbank auf Lebenszeit gewählten Landräten.

## Abgeordnete
| Titel                                            | Name                                                     | Wahlbezirk                   | Wählergruppe                         | Anmerkung                      |
| ------------------------------------------------ | -------------------------------------------------------- | ---------------------------- | ------------------------------------ | ------------------------------ |
| Gutsbesitzer, Groß Thurow                        | Ernst Philipp Berckemeyer                                | 0                            | Ritter- und Landschaft vor März 1848 |                                |
| Gutsbesitzer, Gut Basthorst                      | Joseph C. Baron von Brusselle                            | 0                            | Ritter- und Landschaft vor März 1848 |                                |
| Gutsbesitzer, Niendorf                           | Wilhelm H. Metzener                                      | 0                            | Ritter- und Landschaft vor März 1848 |                                |
| Senator, Stadtsekretär, Advokat in Lauenburg     | Hermann C. Meyer                                         | 0                            | Ritter- und Landschaft vor März 1848 | ständiger Ausschuss            |
| Landrat, Gutsbesitzer, Bliestorf                 | August Louis Detlev von Schrader                         | 0                            | Ritter- und Landschaft vor März 1848 |                                |
| Landrat, Gutsbesitzer, Rondeshagen               | Ernst Berthold von Schrader                              | 0                            | Ritter- und Landschaft vor März 1848 |                                |
| Senator, Apotheker, Mölln                        | Friedrich Heinrich Wagner                                | 0                            | Ritter- und Landschaft vor März 1848 |                                |
| Gutsbesitzer, Groß Schenkenberg                  | Johann Jacob Wentorp                                     | 0                            | Ritter- und Landschaft vor März 1848 |                                |
| Senator, Tischlermeister, Ratzeburg              | Hermann J. Wischer                                       | 0                            | Ritter- und Landschaft vor März 1848 |                                |
| Seilermeister                                    | Friedrich Aßmann                                         | Mölln                        | Zensus-Wahlen April/Mai 1848         |                                |
| Bauernvogt, Zollverwalter und Posthalter, Büchen | Heinrich Friedrich Georg Berling                         | 6. Landdistrikt              | Zensus-Wahlen April/Mai 1848         |                                |
| Achtmann                                         | Carl Dölle                                               | Ratzeburg                    | Zensus-Wahlen April/Mai 1848         |                                |
| Bauernvogt, Hufner, Kühsen                       | Johann Jochen Ehlers                                     | 1. Landdistrikt              | Zensus-Wahlen April/Mai 1848         |                                |
| Hufner, Sterley                                  | Ludolph Frost                                            | 2. Landdistrikt              | Zensus-Wahlen April/Mai 1848         |                                |
| Landschaftssekretär, Advokat, Ratzeburg          | Christian Ludwig Ludolph Carl Hornbostel (Hornbostel II) | Ratzeburg                    | Zensus-Wahlen April/Mai 1848         |                                |
| Amtschreiber, Advokat, Lauenburg                 | Friedrich Leopold Hornbostel (Hornbostel I)              | Lauenburg                    | Zensus-Wahlen April/Mai 1848         |                                |
| Hufner, Besenhorst                               | Johann P.F. Knoop                                        | 3. Landdistrikt              | Zensus-Wahlen April/Mai 1848         |                                |
| Bauernvogt, Hufner, Kulpin                       | Johann Heinrich C. Meyer                                 | 2. Landdistrikt              | Zensus-Wahlen April/Mai 1848         |                                |
| Achtmann, Gastwirt, Mölln                        | J. Friedrich Michelsen                                   | Mölln                        | Zensus-Wahlen April/Mai 1848         |                                |
| Kaufmann, Lauenburg                              | August Schlüter                                          | Lauenburg                    | Zensus-Wahlen April/Mai 1848         |                                |
| Hufner, Breitenfelde                             | Hans Hinrich Schmaljohann                                | 1. Landdistrikt              | Zensus-Wahlen April/Mai 1848         |                                |
| Zollkontrolleur, Büchen                          | Adolph Schmidt                                           | 4. Landdistrikt              | Zensus-Wahlen April/Mai 1848         |                                |
| Kassierer auf dem Bahnhof Büchen                 | E. Speckhahn                                             | 6. Landdistrikt              | Zensus-Wahlen April/Mai 1848         | ständiger Ausschuss            |
| Bauernvogt, Hufner, Duvensee                     | Johann Stamer                                            | 5. Landdistrikt              | Zensus-Wahlen April/Mai 1848         |                                |
| Bauernvogt, Hufner, Schönberg                    | Johann Stamer                                            | 5. Landdistrikt              | Zensus-Wahlen April/Mai 1848         |                                |
| Bauernvogtssohn, Hohenhorn                       | Johann Heinrich Stamer                                   | 3. Landdistrikt              | Zensus-Wahlen April/Mai 1848         |                                |
| Bauernvogt, Hufner, Hamfelde                     | Christian Otto Werner                                    | 4. Landdistrikt              | Zensus-Wahlen April/Mai 1848         |                                |
| Rektor                                           | Julius Bärens                                            | 8. Wahldistrikt              | Allg. Wahlen März/April 1848         | Schriftführer                  |
| Hofbesitzer, Fürstenhof, Groß Grönau             | Rudolph von Gundlach                                     | 4. Wahldistrikt              | Allg. Wahlen März/April 1848         |                                |
| Amtsauditor, Schwarzenbek                        | August C. D. Hudemann                                    | 10. Wahldistrikt             | Allg. Wahlen März/April 1848         | Schriftführer                  |
| Zollinspektor, Lauenburg                         | Christian Friedrich Adolph Maximilian Kielmann           | 9. Wahldistrikt              | Allg. Wahlen März/April 1848         | Vizepräsident                  |
| Pastor adjunctus, Sandesneben                    | August Kohrs                                             | 5. Wahldistrikt              | Allg. Wahlen März/April 1848         |                                |
| Zolleinnehmer, Klein Thurow                      | Georg Albert August Lescow                               | 1. Wahldistrikt              | Allg. Wahlen März/April 1848         |                                |
| Amtmann von Steinhorst                           | Albrecht Ludwig Joachim Friedrich von Levetzow           | 6. Wahldistrikt              | Allg. Wahlen März/April 1848         | Präsident, ständiger Ausschuss |
| Lehrer, Groß Klinkrade                           | Jochen Meyer                                             | 5. Wahldistrikt (Ersatzmann) | Allg. Wahlen März/April 1848         |                                |
| Dr. phil, Rektor, Ratzeburg                      | Friedrich Rieck                                          | 2. Wahldistrikt              | Allg. Wahlen März/April 1848         |                                |
| Kornhändler, Mölln                               | Ludwig Rohde                                             | 3. Wahldistrikt              | Allg. Wahlen März/April 1848         |                                |
| Bauernvogt, Hufner, Kuddewörde                   | August Friedrich Thölcke                                 | 7. Wahldistrikt              | Allg. Wahlen März/April 1848         |                                |

## Wahlkreise
Bei den (Zensus-)Wahlen im April/Mai 1848 zur „Verstärkten Landesvertretung“ wurden drei städtische und sechs ländliche Wahldistrikte eingerichtet:
- Stadt Ratzeburg
- Stadt Lauenburg
- Stadt Mölln
- Erster Distrikt: das Amt Ratzeburg
- Zweiter Distrikt: die adligen Gerichte Klein Berkenthin, Kulpin, Kogel, Niendorf am Schaalsee, Zecher und Seedorf, Stintenburg, Thurow, Tüschenbek, Kastorf, Rondeshagen, Schenkenberg, Bliestorf und Grinau
- Dritter Distrikt: das Amt Schwarzenbek
- Vierter Distrikt: die adligen Gerichte Basthorst, Gülzow, Wotersen und Lanken, Müssen, Niendorf an der Stecknitz, Gudow und Dalldorf
- Fünfter Distrikt: das Amt Steinhorst
- Sechster Distrikt: das Amt Lauenburg

Für die allgemeinen Wahlen im März/April 1849 wurde das Herzogtum Lauenburg in 10 Wahlbezirke aufgeteilt, die jeweils in Wahlabteilungen mit etwa 200 Einwohnern unterteilt wurden.
- Wahlbezirk 1: Gericht Stintenburg, GerichtZecher, Gericht Seedorf (ohne Sterleyer Anteil), Gericht Niendorf am Schallsee, Gericht Thurow, Dorf Dechau, Dorf Mustin, Vorwerk Mustin, Dorf Kittlitz, Vorwerk Kittlitz, Dorf Salem (herrschaftlicher Anteil), Dorf Salem (adliger Anteil), Dorf Hollenbek, Vorwerk Hollenbek, Dorf Lehmrade, Dorf Brunsmark
- Wahlbezirk 2: Stadt Ratzeburg, Hof und Dorf Kogel, Neuwelt bei Kogel, Dorf Sterley (Kogelscher Anteil), Dorf Sterley (Seedorfer Anteil), Ziegelei Söhren, Dorfschaft St. Georgsberg, Dorf Einhaus, Dorf Buchholz, Dorf Klein Disnack, Dorf Pogeez, Vorwerk Neuvorwerk, Ortschaft Farchau, Ortschaft Ravenskamp
- Wahlbezirk 3: Stadt Mölln, Dorf Schmilau, Vorwerk Marienwohlde, Dorf Gretenberge, Vorwerk Fredeburg, Zollhaus Hahnenburg, Dorf Alt-Mölln, Dorf Bälau, Ortschaft Drüsen, Dorf Woltersdorf, Vorwerk Woltersdorf, Dorf Breitenfelde
- Wahlbezirk 4: Dorf Klein Sarau, Dorf Holstendorf, Dorf Kählstorf, Flecken Grönau, Dorf Klempau, Vorwerk Klempau, Dorf Krummesse, Dorf Groß Berkenthin, Gr. Klein Berkenthin, Klein Berkenthin (herrschaftlicher Anteil), Dorf Groß Disnack, Dorf Kühsen, Dorf Anker, Dorf Lankau, Gericht Tüschenbek, Gericht Schenkenberg, Gericht Kulpin, Gericht Rondeshagen
- Wahlbezirk 5: Gericht Bliesdorf und Grinau, Gericht Kastorf, Dorf Siebenbäumen, Dorf Schürensöhlen, Dorf Boden, Dorf Stubben, Dorf Groß Klinkrade, Dorf Klein Klinkrade, Dorf Bergrade, Dorf Niendorf (Amt Ratzeburg), Dorf Duvensee, Dorf Lüchau, Dorf Sandesneben, Dorf Labenz
- Wahlbezirk 6: Dorf Steinhorst mit Mühlenbrook, Dorf Schiphorst, Dorf Franzdorf, Dorf Schönberg, Dorf Wentorf, Dorf Linau, Dorf Sirksfelde, Dorf Koberg, Dorf Borstorf, Dorf Köthel, Dorf Mühlenrade, Gericht Basthorst, Dorf Kuddewörde, Dorf Rothenbek und Grande
- Wahlbezirk 7: Dorf Kasseburg, Dorf Möhnsen, Dorf Havekost, Dorf Grove, Dorf Fuhlenhagen, Dorf Talkau, Dorf Grabau, Dorf Schwarzenbek, Dorf Brunstorf, Dorf Dassendorf, Dorf Aumühle und Billenkamp mit Friedrichsruh und Kupfermühle, Dorf Wohltorf, Dorf Wentorf,  Dorf Börnsen mit Rothenhaus, Dorf Escheburg, Dorf Fahrendorf, Dorf Besenhorst, Dorf Knüppelshagen
- Wahlbezirk 8: Gericht Gudow, Dorf Bröthen (herrschaftlicher Anteil), Gericht Niendorf a.d. Stecknitz, Gericht Wotersen, Gericht Lanken, Dorf Fitzen einschl. Siebeneichener Schleuse, Dorf Hornbek, Gericht Müssen
- Wahlbezirk 9: Stadt Lauenburg, Vorstädte der Stadt Lauenburg, Dorfschaft Schnakenbek mit Glüsing, Dorfschaft Buchhorst, Dorfschaft Latze, Dorfschaft Basedow, Gericht Dalldorf
- Wahlbezirk 10: Gülzow herrschaftliches Haus, Dorf Gülzow, Vorwerk Melusinenthal, Dorf Kollow, Hof und Dorf Wiershop, Hof Hasenthal und Grünjäger, Dorf Krümmel, Dorf Krüzen (adliger Anteil), Dorf Krüzen (herrschaftlicher Anteil), Dorf Grünhof und Tesperhude, Dorf Kruckow Thömen und Bohnenbusch, Dorf Bartelsdorf, Dorf Franzhof, Dorf Schulendorf, Dorf Hohenhorn, Dorf Worth, Dorf Hamwarde, Dorf Pötrau, Dorf Witzeeze mit Brockbühle und Dücker Schleuse, Dorf Juliusburg, Dorf Lütau, Dorf Wangelau, Dorf Büchen mit Büchen und Niebuhr Schleuse

### Protokolle
- Julius Bärens (Hrsg.) Bericht über die Verhandlungen der Lauenburgischen Landes-Versammlung.
  - Erste Diät. Heft 1. 2. Sitzung 1–35. Lübeck 1849.
  - Zweite Diät. Heft 1. Sitzung 1–13. Lübeck 1850.

### Sekundärliteratur
- Erich Hoffmann: Landesfürstentum und ständische Mitverantwortung in Lauenburg und Schleswig-Holstein. In: Der Präsident des Schleswig-Holsteinischen Landtags (Hrsg.): Ständische Mitverantwortung und Landesfürstentum in Lauenburg und Schleswig-Holstein. Dezember 1985, S. 7–32.
- Staatsgrundgesetz, abgedruckt in Werner Heun (Hrsg.): Hessen-Kassel – Mecklenburg-Strelitz / Hessen-Kassel – Mecklenburg-Strelitz. Band 3, Teil 4. In: Horst Dippel: Constitutions of the World from the late 18th Century to the Middle of the 19th Century. Europe. German Constitutional Documents 1806–1849. 2007, ISBN 978-3-598-44058-8, S. 111 ff. (books.google.de).
- Bertheau: Das Herzogtum Lauenburg und die Deutsche Frage in den Jahren 1848–1850. In: Jahresband 1906, Archiv des Vereins für die Geschichte des Herzogthums Lauenburg (kmrz.de).
- Staatsgrundgesetze 1848/49 in Schleswig-Holstein und Lauenburg: Katalog zur Ausstellung im Haus Mecklenburg. Ratzeburg, 11. Mai bis 7. November 1999, Landesarchiv Schleswig-Holstein, 1999, ISBN 3-931292-61-4, Liste der Abgeordneten auf S. 102–104.